# تفسير أبي حمزة الثمالي
 تفسير أبي حمزة الثمالي هو تفسير للقرآن الكريم منسوب لأبي حمزة الثمالي من علماء الشيعة في القرن الثاني الهجري، صاحب الدعاء المعروف بدعاء أبي حمزة.

## المؤلف
ثابت بن أبي صفية بن دينار الكوفي وكنيته ولقبه المشهور به هو أبو حمزة الثمالي. هو راوي ومُفسّر شيعي كوفي. وكان من أصحاب أربعة من أئمة الشيعة؛ هم على الترتيب: علي بن الحسين، ومحمد الباقر، وجعفر الصادق، وموسى الكاظم. وأما نسبة الثمالي فتعود إلى أحد عشائر قبيلة الأزد العربية.
ولد في الكوفة ولم تحدد المصادر في أي سنة بالتحديد، توفي سنة 150 هـ.

## حول التفسير
نقل علماء الإمامية تفسير أبي حمزة الثمالي عن طريق جملة من الرواة، فمن طرق نقله، عن أبي بكر محمد بن عمر الجعابي، عن أبي سهل عمرو بن حمدان ( في محرم سنة 307 هـ )، عن سليمان بن إسحاق المهلبي، والأخير نقله سنة 267 هـ، حين قدم إلى البصرة والتقى بعمّه فنقله عنه، عن عبد ربّه المهلبي، عن أبي حمزة الثمالي. وقد أشار عبد الله بن حمزة المنصور بالله المتوفي سنة 614 هـ  تفسير أبي حمزة عن طريق المذكور، ويذكر اختلاف متنه عما رواه أهل السنة كما يضيف إلى ذلك ما يرويه الجعابي، ويبدو أنّ أحمد بن محمد الثعلبي استفاد من روايات الجعابي في تفسيره الكشف والبيان. متن تفسير أبي حمزة كان موجوداً حتى القرن السادس، وقد روى عنه الطبرسي في مجمع البيان وابن شهر آشوب في مناقب آل أبي طالب.

## خصائص التفسير
- عنايته الكبيرة بأسباب نزول الآيات.
- اهتمامه بما ورد في فضائل أهل البيت وما نزل في علي خاصة.
- تفسيره القرآن بالقرآن.
- تفسيره القرآن بالسُّنّة واجتهاده.
- نقله لقراءة الآيات وما يرتبط بها من الإفصاح عن معنى معين.
- اتباعه المنهج اللغوي في تفسيره لبعض الآيات القرآنية.[7]

## وصلات خارجية
- تحميل الكتاب